# 전호준
전호준(2000년 1월 1일 ~ )은 대한민국의 뮤지컬 배우다. 2021년 뮤지컬 '팬텀'으로 데뷔했다.

## 방송
- 2019 DIMF 뮤지컬 스타 (2019) - 차세대DIMF상
- 팬텀싱어 4 (2023) - Top74

## 공연
- 팬텀 (2021)
- 애프터라이프 쇼케이스 (2022)
- SNL 콘서트 (2022)

## 수상
- 경향뮤지컬콩쿠르 장려상 (2020)
- 제3회 동아뮤지컬콩쿠르 장려상 (2019)
- 제5회 DIMF뮤지컬스타 차세대DIMF상 (2019)
- 제2회 한세대학교뮤지컬콘테스트 우수상 (2019)